# Ачі-Катена
Ачі-Катена (італ. Aci Catena, сиц. Jaci Catina) — муніципалітет в Італії, у регіоні Сицилія,  метрополійне місто Катанія.
Ачі-Катена розташоване на відстані близько 530 км на південний схід від Рима, 170 км на схід від Палермо, 12 км на північний схід від Катанії.
Населення — 29 815 осіб (2014).
Щорічний фестиваль відбувається 15 серпня e 11 січня. Покровитель — Maria Santissima della Catena.

## Демографія
Населення за роками:

Станом на 1 січня 2023 року в муніципалітеті офіційно проживало 467 іноземців з 42 країн, серед них 323 громадяни країн Євросоюзу та 6 громадян України.

## Сусідні муніципалітети
- Ачі-Кастелло
- Ачі-Сант'Антоніо
- Ачиреале
- Вальверде